# Kylie Simpson
Kylie Simpson (* 1983) ist eine australische Triathletin und Ironman-Siegerin. 

## Werdegang
Im Juni 2021 gewann Kylie Simpson auf der Triathlon-Langdistanz den Ironman Cairns (3,86 km Schwimmen, 180,2 km Radfahren und 42,195 km Laufen) und konnte damit die Ironman Asia-Pacific Championships für sich entscheiden, nachdem sie hier im Vorjahr den vierten Rang belegt hatte.
Im Dezember gewann sie den Ironman Western Australia.
Im Mai 2023 konnte die starke Läuferin mit dem Ironman Australia in Port Macquarie ihr viertes Ironman-Rennen gewinnen.
Im Juni 2023 gewann Simpson nach 2019 zum zweiten Mal den Ironman Cairns und stellte mit ihrer Siegerzeit von 8:40:53 Stunden einen neuen Streckenrekord ein.
Kylie Simpson lebt in Brisbane.

## Sportliche Erfolge
| Datum/Jahr    | Rang | Wettbewerb                  | Austragungsort | Zeit     | Bemerkung                                          |
| ------------- | ---- | --------------------------- | -------------- | -------- | -------------------------------------------------- |
| 22. Sep. 2024 | 24   | Ironman World Championships | Nizza          | 10:03:50 | hinter der Siegerin Laura Philipp                  |
| 16. Juni 2024 | 3    | Ironman Cairns              | Cairns         | 08:50:12 |                                                    |
| 4. Mai 2024   | 8    | Ironman 70.3 St. George     | St. George     | 04:28:09 | US-Championships                                   |
| 27. Apr. 2024 | 8    | Ironman Texas               | The Woodlands  | 09:05:57 |                                                    |
| 18. Juni 2023 | 1    | Ironman Cairns              | Cairns         | 08:40:53 |                                                    |
| 7. Mai 2023   | 1    | Ironman Australia           | Port Macquarie | 09:16:45 |                                                    |
| 20. Nov. 2022 | 3    | Ironman Mexico              | Cozumel        | 08:47:36 | hinter Gurutze Frades und der Schwedin Lisa Nordén |
| 5. Dez. 2021  | 1    | Ironman Western Australia   | Busselton      | 09:06:15 |                                                    |
| 6. Juni 2021  | 1    | Ironman Cairns              | Cairns         | 09:06:35 | Siegerin Ironman Asia-Pacific Championships        |
| 26. Sep. 2020 | 4    | Ironman Cairns              | Cairns         | 09:27:22 |                                                    |

(DNF – Did Not Finish)